# La Gauche (Macédoine du Nord)
Pour les autres articles nationaux ou selon les autres juridictions, voir La Gauche.
La Gauche (en macédonien : Левица, Levica) est un parti politique macédonien, fondé le 14 novembre 2015,,. Dirigé par Dimitar Apasiev,, professeur de droit à l'université Gotsé Deltchev de Chtip, le parti est anti-OTAN et promeut l'anticléricalisme, l'antifascisme, l'anti-impérialisme et le socialisme, et est classé à gauche du spectre politique,.
La Gauche a été décrite par certains universitaires et organes de presse comme de gauche radicale ou d'extrême gauche, populiste, et « fasciste »,, pour avoir adopté certaines politiques de droite. Le raisonnement comprend le fait de ne pas être un véritable parti populiste de gauche parce qu'il manque d'inclusivité, présente des contradictions entre la plate-forme officielle du parti et les publications sur les réseaux sociaux par Apasiev, et son fascisme perçu étant caractérisé comme « une forme déformée d'autoritarisme de gauche » en raison de son fort populisme, qui est reflété et utilisé à tous les niveaux, et est notable même parmi les populistes.

## Idéologie
La Gauche dit qu'elle était formée de trois mouvements principaux : la Ligue des communistes de Macédoine (en), le mouvement Solidarité et le Mouvement pour la justice sociale « Lenka », auquel appartient son leader parlementaire Dimitar Apasiev. Elle se définit comme un parti prônant la défense des droits des travailleurs et la justice sociale, s'opposant aux « barrières interethniques » et au nationalisme ethnique,. Les statuts du parti énumèrent un « mouvement vers le socialisme », et considèrent le patriotisme socialiste, l'anti-impérialisme et la laïcité comme ses valeurs fondatrices. En interne, le parti a déclaré son intention de se structurer sur le modèle du centralisme démocratique.

## Résultats

### Élections législatives
| Année | Voix   | %    | Rang | Sièges  | Evolution | Gouvernement        |
| ----- | ------ | ---- | ---- | ------- | --------- | ------------------- |
| 2016  | 12 120 | 1,05 | 8e   | 0 / 120 | Nouveau   | Extra-parlementaire |
| 2020  | 37 426 | 4,13 | 5e   | 2 / 120 | 2         | Opposition          |
| 2024  | 68 637 | 7.01 | 5e   | 6 / 120 | 4         | Opposition          |